# Sheila Sherwood
Sheila Sherwood (Reino Unido, 22 de octubre de 1945) es una atleta británica retirada, especializada en la prueba de salto de longitud en la que llegó a ser subcampeona olímpica en 1968.

## Carrera deportiva
En los JJ. OO. de México 1968 ganó la medalla de plata en el salto de longitud, con un salto de 6.68 m, quedando en el podio tras la rumana Viorica Viscopoleanu que con 6.82 metros batió el récord del mundo, y por delante de la soviética Tatyana Talysheva (bronce con 6.66 m).